# Dendroceros ogeramnangus
Dendroceros ogeramnangus là một loài rêu trong họ Dendrocerotaceae. Loài này được Piippo mô tả khoa học đầu tiên năm 1993.